# KF Onix Banjë
KF Onix Banjë (alb. Klubi Futbollistik Onix Banjë) – kosowski klub piłkarski z siedzibą w Banjë.

## Historia
- 2013 – powstanie klubu KF Onix Banjë.
- sezon 2015/16 – awans do III ligi.
- sezon 2016/17 – awans do II ligi[1].
- sezon 2017/18 – debiut w II lidze, zajęcie 5. miejsca[2].